# Завражье (Дмитриевское сельское поселение)
Завра́жье — деревня в составе Дмитриевского сельского поселения Галичского района Костромской области России.

## География
Деревня расположена у речки Здериножка.

## История
Согласно Спискам населённых мест Российской империи в 1872 году деревня относилась к 2 стану Галичского уезда Костромской губернии. В ней числилось 12 дворов, проживали 27 мужчин и 36 женщин.
Согласно переписи населения 1897 года в деревне проживал 81 человек (36 мужчин и 45 женщин).
Согласно Списку населённых мест Костромской губернии в 1907 году деревня относилась к Воскресенской волости Галичского уезда Костромской губернии. По сведениям волостного правления за 1907 год в ней числилось 20 крестьянских дворов и 87 жителей. Основным занятием жителей деревни был малярный промысел..
До муниципальной реформы 2010 года деревня входила в состав Пронинского сельского поселения.

## Население
| 2008 | 2010 | 2012 | 2014 |
| ---- | ---- | ---- | ---- |
| 0    | →0   | ↗2   | →2   |